# Таицкий водовод
Таицкий водовод (известен также как Таицкий водопровод или «Бауров канал», «Баурский водопровод») — система водоснабжения Царского Села в XVIII—XIX веках. Построен в  1772—1787 годах. В настоящее время не действует.

## История создания
О постройке водовода из Тайцев в Царское Село мечтала императрица Елизавета Петровна — ещё в 1749 году, одновременно с изысканиями для Виттоловского водопровода, которыми занимался инженер И. Зверев, были проведены изыскательские работы для выяснения возможности подведения воды из реки Таицы. Строительство Виттоловского канала началось в 1748 году и продолжалось год, вода по каналу была пущена 15 ноября 1749 года. Канал питал Большой пруд водой ключей, находившихся у деревни Большое Виттолово.
Новый водовод, по которому в Царское Село стала поступать вода из Таицы, был построен уже Екатериной II в 1772—1787 годах. Он заменил Виттоловский водовод, который исправно работал до 1770 года. Деревянные конструкции Виттоловского водовода под воздействием гниения частично обрушились, а Виттоловские ключи, бассейн водовода и его каналы в некоторых местах засыпало землёй. В 1770—1774 годах на Виттоловском водоводе проводились ремонтные работы, после них в сутки в Царское Село поступало 2500 м³ воды. Однако этого уже не было достаточно для прудов, которые к тому времени были увеличены в размерах.
Проект Таицкого водовода был выполнен под руководством военного инженера Ф. В. Баура с участием инженеров И. К. Герарда, Э. Карбоньера (Карбонье) и П. Поздеева.
Вода поступала из Таицких ключей, которые также назывались Ганнибальскими (Ганнибаловыми), Сонинскими, Березовскими, Демидовскими. Они находятся у мызы Тайцы (владения А. Г. Демидова) в верховьях реки Веревы. Вода из ключей собиралась в Таицком пруду и шла самотёком по системе тоннелей и каналов, накапливаясь в прудах и гротах. Непосредственно из пруда вода поступала в канал, дно и стенки которого были укреплены камнем по мху и дёрном. Этот отрезок водовода имел длину в 1 версту 265 саженей, включая тоннель длиной в 168 саженей, проходящий по участку с плитным наслоением. Стены и дно подземного канала были сложены из плит на мху, на полпути тоннеля был устроен колодец. Канал через Таицкий грот входил в тоннель протяжённостью 6 вёрст и 138 саженей, проложенный на глубине от 5 до 19 м и доходивший до Гурголовского грота. Высота тоннеля варьировалась от 1,5 до 2,1 м, ширина — от 0,9 до 1,35 м. Для обслуживания тоннеля было устроено 47 смотровых колодцев. От Гурголовского грота вода снова шла по открытому каналу, мощённому булыжником, канал пересекал реку Кузьминку по специально устроенному акведуку и уходил под землю в деревянную трубу. Труба доходила до Баболовской мызы, где вода сбрасывалась водопадом в гроте, высота водопада составляла 2,46 м. В открытом, а потом закрытом канале из кирпича вода подходила к водопаду, имевшему высоту 0,53 м. Далее шла по открытому каналу до Мраморных ворот, где был устроен резервуар под землёй. Из этого резервуара выходил трубопровод, проложенный под землёй, далее вода через акведук и открытый канал попадала в первый Царскосельский пруд. Длина участка от Гурголовского грота до пруда была 6 вёрст 417 саженей.
Общая длина водопровода была около 15 км. М. И. Пыляев в работе «Забытое прошлое окрестностей Петербурга» указывает длину Таицкого водовода более 15 вёрст . В издании «Памятники архитектуры пригородов Ленинграда» (1985) протяжённость водопровода указана равной 15,7 км. В 1880-е годы Таицкий водовод стал частью системы централизованного водоснабжения Царского Села, окончательно построенной к 1887 году. Изначально планировалось, что в основном из Таицкого водовода будут наполняться пруды и фонтаны Царского Села, но водой из него пользовались также жители Царского Села, Софии и Павловска.
Летом по водопроводу в Царское Село поступало воды более 12500 куб. м/сутки, зимой — в 3—4 раза меньше. Считалось, что вода из Таицкого водовода была самой полезной для здоровья. Екатерина пила только её, эту воду привозили для императрицы и тогда, когда она отправлялась в поездки. У жителей Петербурга была традиция приезжать к Баболовскому дворцу, чтобы выпить чаю на воде из Тайцев, который готовили инвалиды «за прудом в каменном доме».
К 1793 году деревянные трубы каналов прогнили, поэтому в 1795—1799 годах под руководством И. К. Герарда были проведены работы по реконструкции водовода. Деревянные трубы были демонтированы и вместо них выложены каменные эллиптического сечения. М. И. Пыляев указывает размеры новых труб: высота 6 футов, ширина 4,5 фута. По данным Пыляева, устройство погонной сажени такой трубы стоило 43 рубля. В 1880-е годы Таицкий водовод стал частью системы централизованного водоснабжения Царского Села, окончательно построенной к 1887 году. Вода, поступавшая по водоводу не имела запаха и цвета, была приятна на вкус. В Царском Селе и Павловске не было эпидемий таких заболеваний, как холера, тиф, дизентерия, которые часто случались в столице.
После пуска в 1905 году Орловского напорного водопровода вода из Таицкого водовода, сильно обветшавшего, более не использовалась как питьевая. В последующие годы каналы водовода разрушались, засорялись и заиливались. В 1980-е годы в порядке частной инициативы энтузиасты безуспешно пытались восстановить некоторые части водовода. До настоящего времени сохранились его отдельные участки.